# Malakbêl

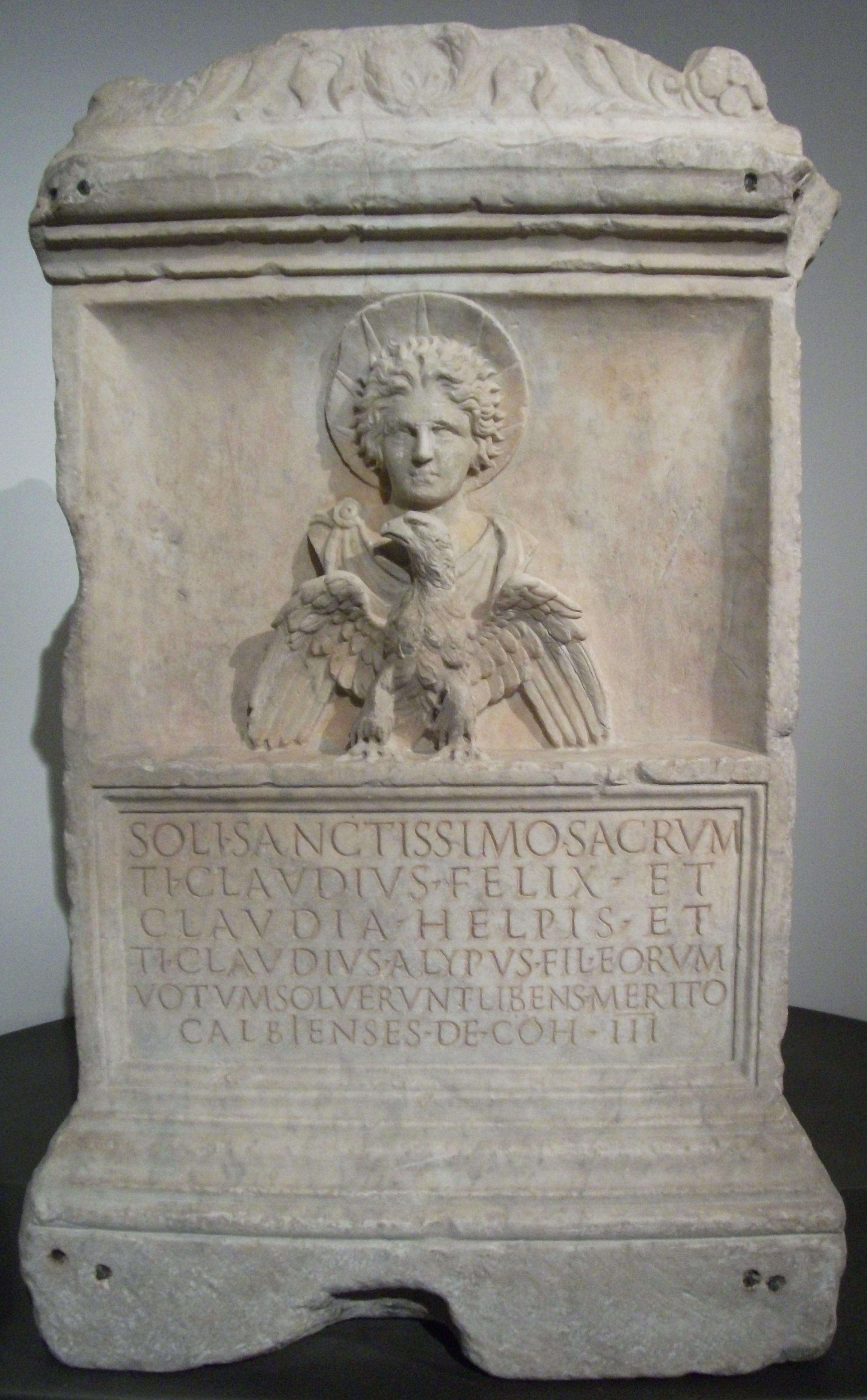
Autel de marbre dédié à Malakbêl (soli sanctissimo), du musée capitolin (IIe siècle apr. J.-C.)

Malakbêl (ou peut-être dieu Soleil), مالاکبل, est une des divinités du panthéon de la cité de Palmyre. Son nom signifie en araméen, langue véhiculaire de tout l'Orient antique, « messager de Baal ». Il est donc souvent représenté avec le dieu tout puissant Baal, ou bien avec son rival Baalshamin, ainsi qu'avec son frère, Aglibôl, le dieu Lune (qui lui était supérieur); les trois formant alors une triade divine, comme le montre par exemple la fameuse triade palmyrénienne du musée du Louvre.
Malakbêl et Aglibôl étaient l'objet depuis au moins le Ier millénaire av. J.-C. d'un culte commun qui leur était rendu dans un temple de Palmyre qui n'a pas encore été découvert par les archéologues. Malakbêl était représenté la tête nimbée, mais sans représentation directe d'un soleil sauf exception. Les Babyloniens l'assimilaient au dieu Shamash, les Romains au dieu Soleil.
Malakbêl était vénéré pour la croissance de la végétation (il est parfois représenté avec un cyprès) et la bonne santé du bétail (il est alors représenté avec une chèvre); Dans l'ensemble, il s'agit donc d'un dieu de la fertilité. Son symbole était l'aigle. Lorsque Malakbêl est associé avec la divinité Gad Taimi, il est alors représenté en costume parthe avec un croissant de soleil sur la tête. Malakbêl était le dieu protecteur, ou tutélaire, de clans ou de familles puissantes arabes de Palmyre qui lui dédiaient des autels, et il était révéré par la majorité de la population de la ville, notamment à l'ouest, et de ses villages alentour.
Sur l'autel romain conservé au musée capitolin, Malakbêl (sol sanctissimus) est représenté au rythme de la course solaire: un premier côté le montre portant un chevreau sur les épaules à l'ombre d'un cyprès, puis (au soleil levant) il est figuré comme un char tiré par quatre griffons, le troisième côté le représente en jeune homme (soleil de midi) nimbé avec un aigle les ailes déployées et enfin le quatrième côté le représente figuré par Saturne en vieil homme une faucille à la main (le soleil qui disparaît).